# Comuna de Jastrowie
Jastrowie (polaco: Gmina Jastrowie) (Alemão: Jastrow) é uma gminy (comuna) na Polónia, na voivodia de Grande Polónia e no condado de Złotowski. A sede do condado é a cidade de Jastrowie.
De acordo com os censos de 2004, a comuna tem 11 435 habitantes, com uma densidade 32,4 hab/km².

## Área
Estende-se por uma área de 353,4 km², incluindo:
- área agricola: 24%
- área florestal: 67%

## Demografia
Dados de 30 de Junho 2004:
|                      | Total   | Total | Mulheres | Mulheres | Homens  | Homens |
| -------------------- | ------- | ----- | -------- | -------- | ------- | ------ |
|                      | pessoas | %     | pessoas  | %        | pessoas | %      |
| População            | 11 435  | 100   | 5844     | 51,1     | 5591    | 48,9   |
| Densidade (pop./km²) | 32,4    | 100   | 16,5     | 16,5     | 15,8    | 15,8   |

De acordo com dados de 2002, o rendimento médio per capita ascendia a 1319,22 zł.

## Comunas vizinhas
- Borne Sulinowo, Czaplinek, Okonek, Szydłowo, Tarnówka, Wałcz, Złotów